# Projekt 971 Sjtjuka-B
Projekt 971 Sjtjuka B (ryska: Щука-Б (gädda), NATO-rapporteringsnamn Akula-klass) är en rysk atomdriven attackubåts-klass utvecklad under Sovjettiden. Notera att den ryska beteckningen Akula är avsedd för en helt annan typ av ubåt som av NATO kallas för Typhoon-klassen. Första ubåten sjösattes 1984 och fram till 2001 kom 16 fartyg att byggas. Av dessa är nio idag[när?][källa behövs] i bruk hos den ryska flottan som ärvde samtliga ubåtar efter Sovjetunionens upplösning.

## Fartyg
| Fartyg         | Typ  | Varv        | Kölsträckt        | Sjösatt           | Tagen i tjänst   | Status                                                                                |
| -------------- | ---- | ----------- | ----------------- | ----------------- | ---------------- | ------------------------------------------------------------------------------------- |
| K-284 Akula    | 971  | Amur varvet | 6 november 1983   | 16 juni 1984      | 30 december 1984 | Stillahavsflottan. Tagen ur tjänst 2001.                                              |
| K-263 Delfin   | 971  | Amur varvet | 9 maj 1985        | 28 maj 1986       | 30 december 1987 | Stillahavsflottan, tagen ur tjänst                                                    |
| K-322 Kashalot | 971  | Amur varvet | 5 september 1986  | 18 juli 1987      | 30 december 1988 | Stillahavsflottan, tagen ur tjänst                                                    |
| K-480 Ak Bars  | 971  | Sevmasj     | 22 februari 1985  | 16 mars 1988      | 31 december 1988 | Norra flottan. Tagen ur tjänst 1998. Började skrotas februari 2010.                   |
| K-391 Bratsk   | 971  | Amur varvet | 23 februari 1988  | 14 april 1989     | 29 december 1989 | Stillahavsflottan, tagen ur tjänst.                                                   |
| K-317 Pantera  | 971  | Sevmasj     | 6 november 1986   | 21 maj 1990       | 30 december 1990 | Norra flottan                                                                         |
| K-331 Magadan  | 971  | Amur varvet | 28 december 1989  | 23 juni 1990      | 31 december 1990 | Stillahavsflottan                                                                     |
| K-461 Volk     | 971  | Sevmasj     | 14 november 1987  | 11 juni 1991      | 29 december 1991 | Norra flottan                                                                         |
| K-328 Leopard  | 971  | Sevmasj     | 26 oktober 1988   | 28 juni 1992      | 15 december 1992 | Norra flottan                                                                         |
| K-419 Kuzbass  | 971  | Amur varvet | 28 juli 1991      | 18 maj 1992       | 31 december 1992 | Stillahavsflottan                                                                     |
| K-154 Tigr     | 971  | Sevmasj     | 10 september 1989 | 26 juni 1993      | 29 december 1993 | Norra flottan                                                                         |
| K-295 Samara   | 971  | Amur varvet | 7 november 1993   | 5 augusti 1994    | 28 juli 1995     | Stillahavsflottan                                                                     |
| K-157 Vepr     | 971  | Sevmasj     | 13 juli 1990      | 10 december 1994  | 25 november 1995 | Norra flottan                                                                         |
| K-335 Gepard   | 971M | Sevmasj     | 23 september 1991 | 17 september 1999 | 5 december 2001  | Norra flottan                                                                         |
| K-337 Kuguar   | 971U | Sevmasj     | 18 augusti 1992   | x                 | x                | Ej färdigställd. Skrovet använt till K-535 Jurij Dolgorukij (Projekt 955 Borej)       |
| K-333 Rys      | 971U | Sevmasj     | 31 augusti 1993   | x                 | x                | Ej färdigställd. Skrovet använt till K-550 Alexander Nevskij (Projekt 955 Borej)      |
| K-152 Nerpa    | 971  | Amur varvet | 1993              | 4 juli 2006       | 28 december 2009 | Stillahavsflottan. Uthyrd till Indiska flottan som INS Chakra II från 2011 till 2020. |
| K-xxx          | 971M | Sevmasj     | 1992              | x                 | x                | Ej färdigställd. Skrovet använt till K-551 Vladimir Monomach (Projekt 955 Borej)      |
| K-xxx Iribis   | 971  | Amur varvet | 1994              | x                 | x                | Ej färdigställd                                                                       |
| K-xxx          | 971M | Amur varvet | 1990              | x                 | x                | Såld som skrot                                                                        |
| K-xxx          | 971M | Amur varvet | 1991              | x                 | x                | Såld som skrot                                                                        |